# José Antonio Ollino Buzeta
José Antonio Ollino Buzeta; (Valparaíso, 21 de julio de 1906 - Tocopilla, 1 de abril de 1980). Capitán mercante y político radical chileno. 
Fue capitán de barco en la Marina Mercante de Chile y capitán de puerto en San Antonio y Tocopilla. Fue uno de los fundadores y el primer vicepresidente de la Caja de Previsión de la Marina Mercante de Chile. Hizo poblaciones para los marinos en Valparaíso y San Antonio.
Integrante de las filas del Partido Radical, por el que fue elegido Diputado representante de Valparaíso y Quillota (1941-1945). 
Originalmente, el falangista Alberto Ceardi Ferrer fue proclamado presuntivamente electo por el Tribunal Calificador de Elecciones, el 13 de mayo de 1941. La sentencia del mismo tribuanl autorizó la incorporación en su lugar de José Antonio Ollino Buzeta, mientras se repetía la elección en algunas mesas anuladas. 
Verificada la nueva elección, por sentencia del 26 de agosto de 1941, se proclamó Diputado a Alberto Ceardi Ferrer, quedando en barbecho las opciones parlamentarias de Ollino, que no volvió a postular al Congreso Nacional.